# Cynoglossum
Cynoglossum és un gènere de la família de le boraginàcies que conté moltes espècies de petites plantes de flors. La Cynoglossum officinale o llengua de ca és la més coneguda i és natural d'Àsia, Africa i Europa.
El nom prové de la forma de les fulles de les seves fulles llargues, estretes i rugoses, que recorden la llengua penjant d'un ca.
A l'Amèrica del Nord s'ha introduït i és considerada una espècie invasora.

## Espècies importants
- Cynoglossum amabile
- Cynoglossum apenninum
- Cynoglossum australe
- Cynoglossum borbonicum
- Cynoglossum boreale
- Cynoglossum castellanum
- Cynoglossum cheirifolium
- Cynoglossum clandestinum
- Cynoglossum coeruleum
- Cynoglossum columnae
- Cynoglossum creticum
- Cynoglossum dioscorides
- Cynoglossum furcatum
- Cynoglossum geometricum
- Cynoglossum grande
- Cynoglossum hungaricum
- Cynoglossum lanceolatum
- Cynoglossum nervosum
- Cynoglossum occidentale
- Cynoglossum officinale
- Cynoglossum triste
- Cynoglossum virginianum
- Cynoglossum wallichii
- Cynoglossum zeylanicum